# Antonio Campolo
Antonio Campolo (7 de fevereiro de 1897 - 22 de maio de 1959) foi um futebolista uruguaio.

## Carreira
Começou a jogar em um clube de bairro chamado Antonio Camacho (um pioneiro goleador do Peñarol). Chegou ao Peñarol integrando o terceiro quadro e logo no primeiro, alinhando-se com craques como José Piendibene, Isabelino Gradín, John Harley e outros grandes futebolistas da época.
Estreou com a camisa da seleção uruguaia em 1918, em um encontro frente aos argentinos e em 1920 se sagrava campeão no Campeonato Sul-Americano de seleções (atual Copa América),disputada no Chile. Foi um destacado extremo direito que servia os seus companheiros com muita precisão e marcava gols com frequência.
Viajou com o Peñarol em uma excursão à Europa em 1927 e no ano seguinte (1928) foi glorioso com a camisa azul do Uruguai, que passou a ser conhecida como Celeste Olímpica no certame disputado em Amesterdã, nos Jogos Olímpicos, ficando com a medalha de ouro.
Conquistou os campeonatos uruguaios de 1918, 1921, 1926, 1928 e 1929. Retirou-se do futebol em 1930.